# معصية
المعصية عكس الطاعة، أو بمعنى: الذنب والمخالفة. ومعصية الإنسان لربه بمعنى: مخالفة أمر الله تعالى، وارتكاب الذنوب، والمنهيات. والمعاصي بمعنى: «الذنوب».

## أقسام المعاصي
- تنقسم الذنوب والمعاصي من حيث الجسامة: إلى كبائر مثل: شهادة الزور، عقوق الوالدين. وإلى صغائر، وهي: «اللمم» التي ليست من الكبائر. وتجب على كل مسلم التوبة من جميع الذنوب.
- وتنقسم إلى معاصي بدنية وقلبية، معاصي القلب ومعاصي الجوارح.

فمعاصي الجوارح الظاهرة  مثل: معاصي العين من النظر إلى ما حرم الله، من العورات، ومن النساء غير المحارم
```
ومعاصي الأذن من الاستماع إلى ما حرم الله من آفات اللسان، فالمستمع شريك المتكلم.
ومعاصي اللسان، من الكلام بما حرم الله من الآفات التي بلغ بها الإمام الغزالي عشرين آفة: من الكذب والغيبة والنميمة والسخرية واليمين الفاجرة والوعد الكاذب، والخوض في الباطل، والكلام فيما لا يعني وقذف المحصنات الغافلات المؤمنات، وشهادة الزور، والنياحة، واللعن والسب... إلخ
ومعاصي اليد من البطش والضرب بغير حق والقتل، وكتابة ما لا يجوز كتابته، مما يروج الباطل أو يشيع الفاحشة، وينشر الفساد.
ومعاصي الرجل، من المشي إلى معصية الله، ومن السفر في إثم وعدوان.
ومعاصي الفرج، من الزنى وعمل قوم لوط، وإتيان امرأته في دبرها، أو في المحيض، وهو أذى كما قال الله.
ومعاصي البطن من الأكل والشرب مما حرم الله، مثل أكل الخنزير، وشرب الخمر، وتعاطي المخدرات، وتناول التبغ (التدخين) وأكل المال الحرام من الربا، أو الميسر، أو بيع المحرمات، أو الاحتكار، أو قبول الرشوة أو غيرها من وسائل أكل مال الناس بالباطل.
```

ومعاصي القلوب والأفئدة مثل: الكبر، العجب، الغرور، الرياء، الشح، حب الدنيا، حب المال والجاه، الحسد، البغضاء، الغضب، ونحوها، مما سماه الإمام الغزالي في (إحيائه): المهلكات، أخذًا من الحديث الشريف: ((ثلاث مهلكات: شح مطاع، وهوى متبع، وإعجاب المرء بنفسه.

## أضرار الذنوب والمعاصي
للذنوب أضرار تُخلفها في العاجل وموجبات تلحقها في الآجل إن لم يقلع عنها ويتب منها، وهي:
- حرمان العلم: فإن العلم نور يقذفه الله في القلب، والمعصية تُطفئ ذلك النور. ولما جلس الشَّافعي بين يدي مالك بن أنس وقرأ عليه أعجبه ما رأى من وفور فطنته، وتوقُّد ذكائه، وكمال فهمه، فقال: "إني أرى الله قد ألقى على قلبك نوراً، فلا تُطفئه بظلمة المعصية".
- حرمان الرزق: ففي مسند الإمام أحمد عن ثوبان قال: قال رسول الله: "إن الرَّجل ليُحْرَمُ الرزق بالذنبِ يُصيبه" رواه ابن ماجه (4022) وحسنه الألباني في صحيح ابن ماجه.
- 3- وحشة تحصل للعاصي بينه وبين ربه، وبينه وبين الناس. قال بعض السلف: "إني لأعصي الله، فأرى ذلك في خُلُقِ دابتي وامرأتي".
- تعسير أموره عليه: فلا يتوجه لأمرٍ إلا ويجده مغلقاً دونه أو متعسراً عليه، وهذا كما أن من اتقى الله جعل له من أمره يسرًا.
- أن العاصي يجد ظلمةً في قلبه يُحس بها كما يحس بظلمة الليل، فتصير ظلمة المعصية لقلبه كالظلمة الحسية لبصره، فإن الطاعة نور، والمعصية ظلمة، وكلما قويت الظلمة ازدادت حيرته حتى يقع في البدع والضلالات والأمور المهلكة وهو لا يشعر.
- حرمان الطاعة: فلو لم يكن للذنب عقوبةٌ إلا أن يُصدَّ عن طاعةٍ تكون بدله، وتقطع طريق طاعة أخرى، فينقطع عليه بالذنب طريقٌ ثالثة ثم رابعة وهلم جرًا، فينقطع عنه بالذنب طاعات كثيرة، كل واحدة منها خير له من الدنيا وما عليها، وهذا كرجل أكل أكلةً أوجبت له مرضاً طويلًا منعه من عدة أكلات أطيب منها.
- أن المعاصي تزرع أمثالها ويُولِّد بعضها بعضاً حتى يَعِزّ على العبد مفارقتها والخروج منها.
- أن المعاصي تُضعف القلب عن إرادته فتقوى إرادة المعصية وتضعف إرادة التوبة شيئاً فشيئاً إلى أن تنسلخ من قلبه إرادة التوبة بالكلية.
- أنه ينسلخ من القلب استقباح المعصية فتصير له عادة، فلا يستقبح من نفسه رؤية الناس له ولا كلامهم فيه.
- أن الذنوب إذا تكاثرت طُبِعَ على قلب صاحبها، فكان من الغافلين. كما قال بعض السلف في قوله تعالى: (كلا بل ران على قلوبهم ما كانوا يكسبون) قال: هو الذنب بعد الذنب.

قال الإمام الشافعي:
وقال الإمام ابن المبارك :
فمن آثار الذنوب والمعاصي: 
- مدد من الإنسان يمد به عدوه عليه، وجيش يقويه به على حربه.
- تجرئ على العبد من لم يكن يجترئ عليه.
- الطبع على القلب إذا تكاثرت، حتى يصير صاحب الذنب من الغافلين كما قال بعض السلف في قوله تعالى: {كَلا بَلْ رَانَ عَلَى قُلُوبِهِمْ مَا كَانُوا يَكْسِبُونَ} [المطففين: 14] هو الذنب على الذنب حتى يعمى القلب، وأصل هذا أن القلب يصدأ من المعصية، فإذا زادت غلب الصدأ حتى يصير رانـًا، ثم يغلب حتى يصير طبعـًا وقفـلاً فيصير القلب في غشاوة وغلاف.
- أن ينسلخ من القلب استقباحها فتصير له عادة.
- أن المعاصي تزرع أمثالها ويولد بعضها بعضـًا.
- ظلمة يجدها في قلبه يحس بها كما يحس بظلمة الليل، كما روى عن ابن عباس أنه قال: «إن للحسنة نورًا في الوجه، وضياءً في القلب، وسعة في الرزق، ومحبة في قلوب الخلق، وإن للمعصية سوادًا في الوجه وظلامـًا في القلب، وضيقـًا في الرزق، وبُغْضَةً في قلوب الخلق».
- المعاصي توهن القلب والبدن، أما وهنها للقلب فأمر ظاهر، بل لا تزال توهنه حتى تزيل حياته بالكلية، وأما وهنها للبدن فإن المؤمن قوته في قلبه وكلما قوي قلبه قوي بدنه.
- تعسير أموره فلا يتوجه لأمر إلا يجده مغلقـًا دونه أو متعسرًا عليه كما قال بعض السلف: إني لأعصي الله فأجد ذلك في خُلق دابتي وامرأتي.
- الوحشة التي تحصل بينه وبين الناس ولاسيما أهل الخير، قال أبو الدرداء: ليتق أحدكم أن تعلنه قلوب المؤمنين وهو لا يشعر، يخلو بمعاصي الله فيلقى الله له البغض في قلوب المؤمنين.
- سقوط الجاه والكرامة عند الله وعند خلقه: {وَمَنْ يُهِنِ اللَّهُ فَمَا لَهُ مِنْ مُكْرِم} (الحج: 18).
- أنها تطفئ في القلب نار الغيرة. - ومنها: ذهاب الحياء الذي هو مادة حياة القلب.
- تضعف سير القلب إلى الله والدار الآخرة.
- أن العبد لا يزال يرتكب المعاصي حتى تهون عليه وتصغر في قلبه، قال ابن مسعود: «إن المؤمن يرى ذنبه كأنه في أصل جبل يخاف أن يقع عليه، وإن الفاجر يرى ذنبه كذباب وقع على أنفه فقال به هكذا»(رواه الترمذي). وقال أنس ـ رضي الله عنه ـ: «إنكم لتعملون أعمالاً هي أدق في أعينكم من الشعر كنا لنعدها على عهد رسول الله ـ صلى الله عليه وسلم ـ من الموبقات»(رواه البخاري). وقال بلال بن سعد: لا تنظر إلى صغر الخطيئة ولكن إلى عظمة من عصيت. ونخص بالذكر هنا إن شاء الله تعالى خمسة سموم للقلب، وهي من أكثر السموم انتشارًا، وأشدها تأثيرًا في حياة القلب: وهي فضول الكلام، وفضول النظر، وفضول المخالطة، وفضول الطعام، وفضول النوم.[3]